# Lupinus clarkei
Lupinus clarkei är en ärtväxtart som beskrevs av Oerst.. Lupinus clarkei ingår i släktet lupiner, och familjen ärtväxter. Inga underarter finns listade i Catalogue of Life.